# Ooencyrtus
Ooencyrtus är ett släkte av steklar som beskrevs av William Harris Ashmead 1900. Ooencyrtus ingår i familjen sköldlussteklar.

## Dottertaxa tillOoencyrtus, i alfabetisk ordning[1][2]
- Ooencyrtus acastus
- Ooencyrtus acca
- Ooencyrtus acestes
- Ooencyrtus adonis
- Ooencyrtus aeneas
- Ooencyrtus afer
- Ooencyrtus albicrus
- Ooencyrtus alboantennatus
- Ooencyrtus anabrivorus
- Ooencyrtus anasae
- Ooencyrtus angolensis
- Ooencyrtus ascalaphi
- Ooencyrtus australiensis
- Ooencyrtus austrinus
- Ooencyrtus azul
- Ooencyrtus azureus
- Ooencyrtus bacchus
- Ooencyrtus bambeyi
- Ooencyrtus bedfordi
- Ooencyrtus belus
- Ooencyrtus bicolor
- Ooencyrtus blastothricoide
- Ooencyrtus boreas
- Ooencyrtus brunneipes
- Ooencyrtus californicus
- Ooencyrtus caligo
- Ooencyrtus calpodicus
- Ooencyrtus camerounensis
- Ooencyrtus caribeus
- Ooencyrtus castneus
- Ooencyrtus caurus
- Ooencyrtus ceres
- Ooencyrtus chrysopae
- Ooencyrtus cinctus
- Ooencyrtus circe
- Ooencyrtus cirinae
- Ooencyrtus clavatus
- Ooencyrtus clio
- Ooencyrtus clisiocampae
- Ooencyrtus clotho
- Ooencyrtus congensis
- Ooencyrtus corei
- Ooencyrtus crassulus
- Ooencyrtus cretatus
- Ooencyrtus cybele
- Ooencyrtus daphne
- Ooencyrtus daritshevae
- Ooencyrtus demodoci
- Ooencyrtus destructor
- Ooencyrtus dictyoplocae
- Ooencyrtus dione
- Ooencyrtus dipterae
- Ooencyrtus dirphiae
- Ooencyrtus dis
- Ooencyrtus distatus
- Ooencyrtus dryas
- Ooencyrtus egeria
- Ooencyrtus elissa
- Ooencyrtus endymion
- Ooencyrtus ennomophagus
- Ooencyrtus epilachnae
- Ooencyrtus erebus
- Ooencyrtus euxoae
- Ooencyrtus eversi
- Ooencyrtus exallus
- Ooencyrtus farooquii
- Ooencyrtus fasciatus
- Ooencyrtus ferrierei
- Ooencyrtus flavipes
- Ooencyrtus fulvipes
- Ooencyrtus gonoceri
- Ooencyrtus gravis
- Ooencyrtus guamensis
- Ooencyrtus hera
- Ooencyrtus hercle
- Ooencyrtus homoeoceri
- Ooencyrtus hyalinipennis
- Ooencyrtus hymen
- Ooencyrtus icarus
- Ooencyrtus ilion
- Ooencyrtus inconspicuus
- Ooencyrtus indefinitus
- Ooencyrtus insignis
- Ooencyrtus iris
- Ooencyrtus iulus
- Ooencyrtus ixion
- Ooencyrtus jeani
- Ooencyrtus johnsoni
- Ooencyrtus kerriae
- Ooencyrtus krasilnikovae
- Ooencyrtus kuvanae
- Ooencyrtus lacteiclavus
- Ooencyrtus lamborni
- Ooencyrtus larvarum
- Ooencyrtus latiscapus
- Ooencyrtus leander
- Ooencyrtus leptoglossi
- Ooencyrtus libitina
- Ooencyrtus limeirae
- Ooencyrtus longivenosus
- Ooencyrtus lucens
- Ooencyrtus lucina
- Ooencyrtus lupercus
- Ooencyrtus lyaeus
- Ooencyrtus macula
- Ooencyrtus maenas
- Ooencyrtus major
- Ooencyrtus manii
- Ooencyrtus mars
- Ooencyrtus masii
- Ooencyrtus metallicus
- Ooencyrtus mexicanus
- Ooencyrtus midas
- Ooencyrtus mimus
- Ooencyrtus minerva
- Ooencyrtus minnae
- Ooencyrtus minor
- Ooencyrtus moneilemae
- Ooencyrtus musa
- Ooencyrtus nanus
- Ooencyrtus neptunus
- Ooencyrtus neustriae
- Ooencyrtus nezarae
- Ooencyrtus notodontae
- Ooencyrtus obscurus
- Ooencyrtus ooii
- Ooencyrtus ovidivorus
- Ooencyrtus pacificus
- Ooencyrtus pallidipes
- Ooencyrtus pamirensis
- Ooencyrtus pantnagarensis
- Ooencyrtus papilionidis
- Ooencyrtus papilionis
- Ooencyrtus philopapilionis
- Ooencyrtus phoebi
- Ooencyrtus phongi
- Ooencyrtus phymatidivorus
- Ooencyrtus piezodori
- Ooencyrtus pilosus
- Ooencyrtus pindarus
- Ooencyrtus pinguis
- Ooencyrtus pinicolus
- Ooencyrtus pityocampae
- Ooencyrtus plautus
- Ooencyrtus podontiae
- Ooencyrtus polyphagus
- Ooencyrtus populicola
- Ooencyrtus prenidis
- Ooencyrtus proximus
- Ooencyrtus puparum
- Ooencyrtus rigemae
- Ooencyrtus risbeci
- Ooencyrtus rufogaster
- Ooencyrtus saccharalis
- Ooencyrtus segestes
- Ooencyrtus senegalensis
- Ooencyrtus sesbaniae
- Ooencyrtus shakespearei
- Ooencyrtus sinis
- Ooencyrtus smirnovi
- Ooencyrtus solidus
- Ooencyrtus sphingidarum
- Ooencyrtus submetallicus
- Ooencyrtus swezeyi
- Ooencyrtus syrphidis
- Ooencyrtus tardus
- Ooencyrtus telenomicida
- Ooencyrtus tibialis
- Ooencyrtus tricolor
- Ooencyrtus trinidadensis
- Ooencyrtus unicus
- Ooencyrtus uniformis
- Ooencyrtus urania
- Ooencyrtus utetheisae
- Ooencyrtus vagus
- Ooencyrtus valcanus
- Ooencyrtus venatorius
- Ooencyrtus ventralis
- Ooencyrtus vertumnus
- Ooencyrtus vesta
- Ooencyrtus vinulae
- Ooencyrtus xanthogaster
- Ooencyrtus yoshidai